# Plankalkül
Plankalkül (nemško »Plan Calculus«) je programski jezik, ki ga je razvil Konrad Zuse med letoma 1943 in 1945. Plankalkül je bil prvi visokonivojski programski jezik.
Nemški izraz 'Kalkül' pomeni formalni (logični) sistem. Hilbertov sistem se je na primer imenoval 'Hilbert-Kalkül', tako da Plankalkül, strogo gledano, pomeni formalni sistem za načrtovanje.

## Zgled
Programček izračuna največjo izmed treh vrednosti s klicem funkcije max:
```
P1 max3 (V0[:8.0],V1[:8.0],V2[:8.0]) => R0[:8.0]
max(V0[:8.0],V1[:8.0]) => Z1[:8.0]
max(Z1[:8.0],V2[:8.0]) => R0[:8.0]
END
P2 max (V0[:8.0],V1[:8.0]) => R0[:8.0]
V0[:8.0] => Z1[:8.0]
(Z1[:8.0] < V1[:8.0]) -> V1[:8.0] => Z1[:8.0]
Z1[:8.0] => R0[:8.0]
END
```